# Amaranten-Orden

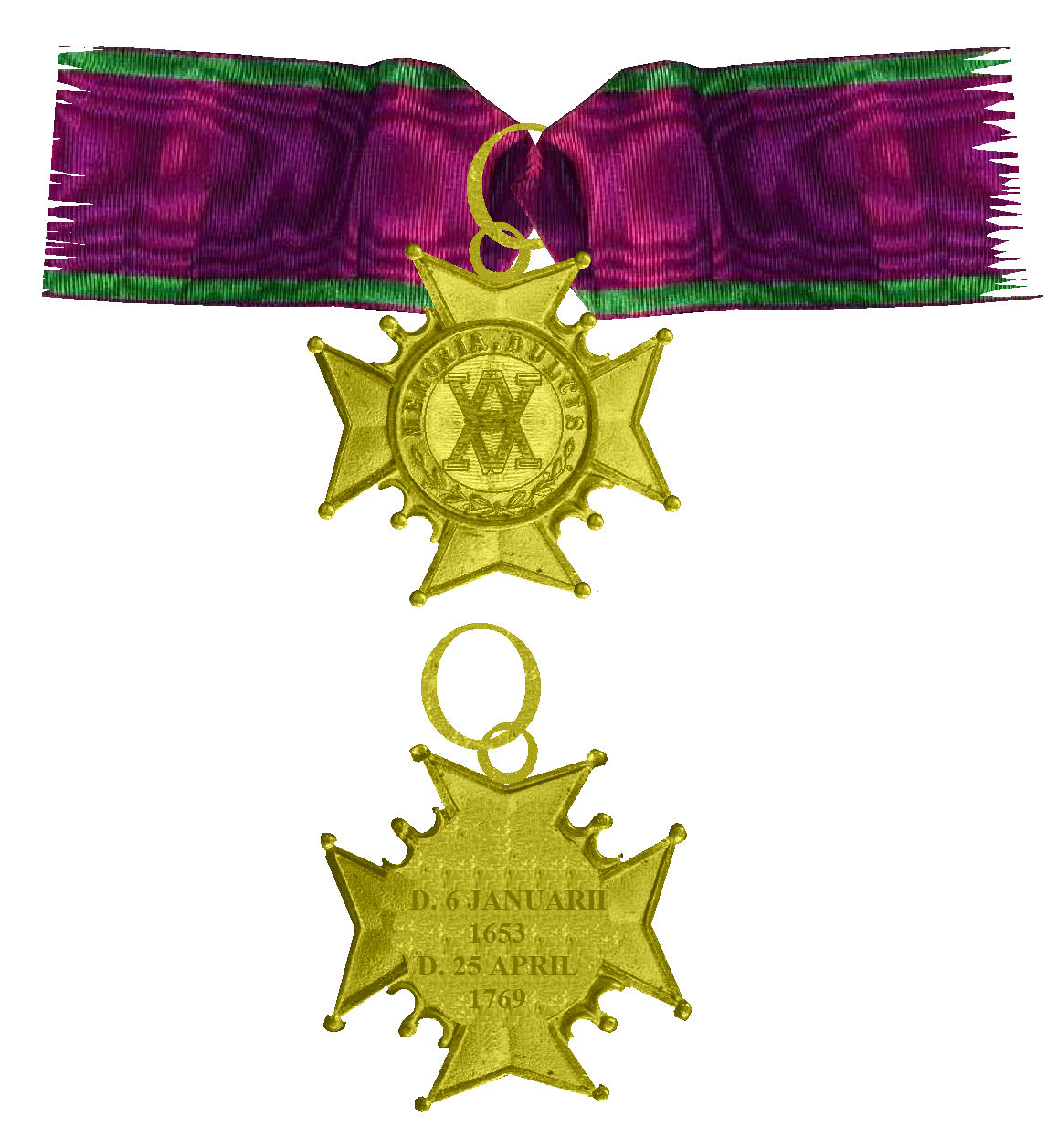
Amaranten-Orden

Der Amaranten-Orden, auch Orden vom Amarante, war ein schwedischer Ritterorden. Stifterin war die Königin Christina von Schweden, Stiftungsjahr war 1653. Der Orden wurde zu Ehren und zur Erinnerung an ihre Zusammenkünfte mit dem spanischen Gesandten Don Antonio Pimentel eingerichtet. Er war auch der Erste, der die Auszeichnung erhielt. In anderer Literatur wird der Orden auf 15 Ritter und 15 Damen beschränkt und der spanische Gesandte wird als Don Pimantelli benannt. Der Orden sollte an das gemeinsame Mahl mit der Königin bei einer Wassermühle Amarante erinnern.
Die auszuzeichnenden ledigen Ritter mussten schwören, unverheiratet zu bleiben. Verheiratete mussten bei Tod der Ehefrau auf eine Wiederheirat verzichten. Im Jahr 1656 erlosch der Orden.

## Ordensdekoration
Die Ordensdekoration bestand aus einem gold emaillierten goldenen Lorbeerkranz mit zwei verschränkten Buchstaben „A“. Umgeben wurde die Dekoration von einem blauen Band mit der in Gold gestickten Ordensdevise “Dolce nella memoria”. Mit „Angenehm in der Erinnerung“" lässt es sich übersetzen. Die in anderer Literatur  angegebene Ordensdevise war: Semper idem.

## Ordensband
Die Dekoration wurde an einem feuerroten Ordensband getragen.